# Exarcado apostólico de Harbin
El exarcado apostólico de Harbin (en latín: Exarchatus Apostolicus Harbinensis y en chino: 俄羅斯禮天主教哈爾濱宗座代牧區) es una circunscripción eclesiástica de la Iglesia católica en China. Se trata de un exarcado apostólico bizantino ruso, inmediatamente sujeto a la Santa Sede. Desde el 13 de febrero de 1952 es sede vacante y permanece inactivo sin clero ni fieles, aunque todavía se informa en el Anuario Pontificio. La Asociación Patriótica Católica China el 4 de julio de 1959 suprimió al exarcado apostólico, sin asentimiento de la Santa Sede, y lo integró en la nueva diócesis de Harbin, renombrada en 1983 como diócesis de Heilongjiang.

## Territorio y organización
El exarcado apostólico extiende su jurisdicción sobre los fieles católicos de rito bizantino eslavo residentes en lo que era la República de China en 1928, lo cual se corresponde con las actuales República Popular China, Taiwán, Mongolia y la república autónoma rusa de Tuvá. Tiene también la jurisdicción sobre los católicos de cualquier rito oriental en China.
La sede del exarcado patriarcal se encontraba en la ciudad de Harbin, en donde se hallaba la iglesia de San Vladímir Príncipe (hoy en ruinas).

## Historia
La llegada de inmigrantes rusos a Manchuria china se hizo notable con la construcción del Ferrocarril Transmanchuriano (1897-1903) y la fundación de la ciudad de Harbin en 1898, a instancias del zar Nicolás II de Rusia, que se construyó según un proyecto especial desarrollado por arquitectos en San Petersburgo. Luego le siguieron los emigrados blancos (contrarrevolucionarios acompañados de sus familiares) que huían de la Revolución rusa de 1917, de la guerra civil que terminó en Vladivostok en 1922 (unidades militares del almirante Aleksandr Kolchak) y del ascenso al poder de Iósif Stalin. Los súbditos rusos de Manchuria ascendieron entonces a 150 000 (la mitad de ellos en Harbin, 16 000 en Shanghái, 5000 en Tianjin y 2000 en Mukden) e incluían rusos ortodoxos, polacos católicos latinos y congregaciones judías. Los ucranianos eran unos 2000.
En 1922 llegó a Harbin desde Chitá el arcipreste ortodoxo ruso Konstantin Koronin, quien se convirtió al catolicismo en 1923 y antes de morir ese mismo año logró que muchos fieles ortodoxos siguieran sus pasos. Por deseo del papa Pío XI en 1924 la Congregación de Clérigos Marianos comenzó a predicar entre los rusos de Harbin en el rito bizantino eslavo versión sinodal. En 1925 bajo la influencia de los clérigos marianos, el arcipreste ortodoxo ruso Iván Koronin (padre de Konstantin), tres sacerdotes más y varios miles de fieles entraron en comunión con la Iglesia católica —aunque continuaron conmemorando al patriarca ruso en la liturgia— y formaron la parroquia de San Vladímir Príncipe en Harbin. Entre los conversos estaban el archimandrita Nikolai Alekseev, al sacerdote Zakhariy Kovalev y al diácono Georgy Gits. El delegado apostólico en China, el arzobispo Celso Costantini, los recibió a todos en comunión con la Iglesia católica. Se les permitió realizar servicios de acuerdo con el rito bizantino en la iglesia católica de San Stanislav en Harbin. Aunque la mayoría de sus fieles retornaron a la ortodoxia luego de la muerte de Koronin, unos 30 permanecieron católicos y formaron el núcleo de la congregación católica bizantina.

### Ordinariato
El 20 de mayo de 1928 la Pontificia Commissione pro Russia con el decreto Fidelium Russorum estableció un ordinariato en Harbin para los rusos bizantinos y todos los católicos de ritos orientales en China —entre los cuales había greco-católicos ucranianos y armenios católicos—.

Itaque in plenariis comitiis die 11 Novembris anno 1927 habitis, Emi Patres ad Russorum negotia pertractanda specialiter designati, ut curae spirituali Catholicorum e gente Russica in Sinensis Imperii partibus degentium nec non revocandis ad Fidem Catholicam dissidentibus recte prospicerent, novum byzantino-sia vici ritus Ordinariatum in urbe Harbin, quam frequentiores incolunt Russi, erigendum, eique sacerdotem eiusdem ritus, qui iure ordinario clericos et fideles omnes sui ritus in spiritualibus regeret atque gubernaret, praeficiendum esse censuerunt (...) Fines autem sic erecti Ordinariatus erunt iidem, quibus Sinensium Imperium continetur; Ordinarii habitualis residentia erit in dicta urbe Harbin, penes ecclesiam a S. Vladimiro, ritus byzantino-slavici, quae illico, huiusce Decreti vi, in parochialem ad omnes iuris effectus evehitur pro omnibus fidelibus eiusdem ritus qui urbem Harbin et vicinia incolunt vel in posterum incolent, facta eligendo Ordinario potestate territorium paroeciale opportuno tempore definiendi. Igitur fideles et clerici in Sinico Imperio commorantes, qui ritum byzantino-slavicum legitime profitentur, distracti a iitrisdictione Latinorum Ordinariorum, quibus hucusque subiecti manebant, iurisdictioni Ordinarii pro tempore Harbinensis Russorum suberant.

El 31 de mayo de 1928 el archimandrita bielorruso Fabijan Abrantovič fue designado Ordinarium Harbinensem Russorum ritus byzantino slavici, apareciendo listado en el Anuario Pontificio como Ordinario per i Russi di rito bizantino slavo e per tutti i fedeli di rito orientale. 
El decreto instituyó en Harbin la parroquia de San Vladímir —hoy en ruinas— para la ciudad y el territorio circundante. El ordinariato (y luego el exarcado apostólico) tenía jurisdicción, al menos formalmente, sobre todos los fieles católicos bizantinos rusos residentes en la República de China y había una iglesia en Shanghái en el refugio Santa Sofía dirigido por los jesuitas. El ordinario debía pertenecer a la Congregación de Clérigos Marianos, una orden católica latina polaca.
Cuando Abrantovič llegó a Harbin desde Roma el 6 de noviembre de 1928, se encontró en una situación desastrosa. Sólo 7 personas asistieron a su primera liturgia divina. Si bien la Santa Sede esperaba la posibilidad de convertir a muchos ortodoxos rusos al catolicismo, para el padre Abrantovič, esta posibilidad parecía inmediatamente remota y poco realista. Aunque las conversiones al catolicismo fueron bastante raras, se establecieron escuelas y orfanatos para rusos y polacos. El clero del ordinariato en 1928 estaba formado por 5 sacerdotes, 1 hierodiácono, 4 monjes y 26 monjas y en 1935 por 5 sacerdotes y hieromonjes, 1 hierodiácoco, 4 monjes, 4 novicios, 12 monjas de la orden de las ursulinas y 14 monjas de la orden de los franciscanos. El 11 de octubre de 1937 fue abierto un noviciado de la Congregación de Clérigos Marianos para el rito bizantino. Harbin fue ocupada por Japón entre febrero de 1932 y agosto de 1945, cuando fue conquistada por el ejército Rojo soviético. Durante ese período la jurisdicción fue limitada de hecho a solo estado de Manchukuo.
En 1939 el padre Abrantovič fue a Roma para la visita ad limina y para participar en el capítulo general de su orden. Luego visitó las casas de su orden en Polonia, Letonia y Lituania. En el viaje de regreso a Leópolis lo sorprendió el comienzo de la Segunda Guerra Mundial y en un intento de cruzar la nueva frontera entre la URSS y Alemania, el 25 de octubre de 1939 fue arrestado por los soviéticos. Se lo acusó de antisovietismo y de ser un espía de la Santa Sede y para continuar con la investigación se lo transportó a Moscú, en donde permaneció hasta agosto de 1942 y fue torturado por agentes de la NKVD. El 23 de septiembre de 1942 fue condenado a 10 años de prisión en el gulag, pero murió en Moscú en la prisión de Butyrka el 2 de enero de 1946.

### Exarcado apostólico
Tras la renuncia de Abrantovič el archimandrita Andrėj Cikota fue designado el 20 de octubre de 1939 no ya como ordinario, sino que como exarca apostólico y listado en el Anuario Pontificio como Esarca Apostolico per i Russi di rito bizantino e per tutti i fedeli di rito orientale. Consecuentemente, el ordinariato fue renombrado como exarcado apostólico. En 1939 Andrzej Cikoto obtuvo del papa Pío XII el consentimiento para establecer una rama bizantina de la orden de los Clérigos Marianos. 
En 1948, durante la Revolución comunista china, el exarcado apostólico contaba con unos 500 bautizados y sus edificios eran: la curia del exarcado, el templo de San Vladímir, iglesia hogar en honor de la Resurrección de Cristo en el liceo San Nicolás y el monasterio de los Padres Marianos en Harbin. El 22 de diciembre de 1948 el exarca Andrëj Cikota fue arrestado por la policía comunista china en Harbin con todos los sacerdotes del exarcado. El 25 de diciembre Cikota y 4 sacerdotes fueron entregados a la NKVD en la frontera soviética y trasladados detenidos a Chitá. En 1949 Cikota fue condenado a 25 años de trabajos forzados y murió en la enfermería del campo de concentración de Ozerlag, cerca de Taishet, el 13 de febrero de 1952. Los jesuitas y los fieles de Shanghái fueron evacuados hacia Estados Unidos, Australia y Latinoamérica en 1949, cuando la ciudad fue ocupada por los comunistas chinos, finalizando la misión ruso-bizantina católica en la ciudad.

### Diáspora
Las comunidades en Harbin y Shanghái debieron soportar la invasión de Manchuria por los japoneses y el establecimiento del comunismo en China. Algunos fieles se mudaron a Hong Kong, a Australia y a Argentina. Un gran grupo se mudó a Los Ángeles en los Estados Unidos, estableciendo la Iglesia católica rusa de St. Andrew en El Segundo. Otros se establecieron en lugares como: Estambul, París, Bruselas, Berlín, Múnich, Viena, Roma, San Pablo, Londres, Nueva York, San Francisco y Montreal. El estado marxista chino impidió que fuera nombrado un nuevo exarca.

## Episcopologio
- Fabijan Abrantovič, M.I.C. † (31 de mayo de 1928-1939 renunció) (ordinario)
  - Vendelín Javorka, S.J. (administrador apostólico sede plena)
- Andrėj Cikota, M.I.C. † (20 de octubre de 1939-13 de febrero de 1952 falleció) (exarca apostólico)
  - Sede vacante, desde 1952[11]